# Madonna (album)
 For alternative betydninger, se Madonna. (Se også artikler, som begynder med Madonna)
Madonna er den amerikanske sangerinde Madonnas selvbetitlede debutalbum. Det blev udgivet den 27. juli 1983 af Sire Records. Albummet blev ved dets genudgivelse i 1985 omdøbt til Madonna: The First Album. 
I 1982 mødte Madonna, som på daværende tidspunkt forsøgte at slå igennem som musiker, Sire Records’ direktør, Seymour Stein. Efter at have hørt en demoversion af Madonnas sang "Everybody", skrev Stein kontrakt med den unge sangerinde. Da "Everybody" blev en succes, besluttede Sire Records sig for at producere et helt album med Madonna. Reggie Lucas blev ansat som projektets primære producer, mens Madonna skulle skrive fem ud af albummets otte numre. Madonna endte dog med at være utilfreds med det færdige resultat, og da hun desuden var uenig i Lucas’ produktionsmetoder, bad hun John "Jellybean" Benitez om at færdiggøre albummet. Benitez remixede mange af albummets numre og producerede selv sangen "Holiday".
Madonna-albummet er overordnet set et syntetisk diskoalbum med en disharmonisk lyd, hvorpå Madonna synger i et lyst og piget toneleje. Lyrisk set handler sangene om kærlighed og forhold. For at promovere albummet måtte Madonna optræde på diskoteker såvel som i fjernsynsprogrammer. Der blev udgivet fem singler fra albummet, hvoraf "Holiday" blev den første, der optrådte på Billboard Hot 100. "Lucky Star" blev Madonnas første top fem-hit. Albummet blev senere promoveret på The Virgin Tour (1985).   
Nutidige kritikere har rost albummet, men Madonna blev afvist af flere anmeldere da hun første gang dukkede op i 1983. I 2008 placerede Entertainment Weekly albummet på en femteplads over de seneste femogtyve års bedste albums. I dag har kritikerne anerkendt, at albummet hjalp til med at gøre dansemusikken mainstream. Madonna-albummet tjente desuden som inspiration for adskillige kvindelige kunstnere i 1980’erne.